# 朝比奈義秀
朝比奈 義秀（あさひな よしひで）は、鎌倉時代初期の武将・御家人。安房国朝夷郡に領地としたことで朝比奈を苗字とする。朝比奈氏（和田氏一族）の当主。
父・和田義盛が北条氏打倒を企てて起こした和田合戦で、最もめざましく奮戦した武将。『吾妻鏡』はこの合戦での義秀の活躍を詳細に記述している。

## 生涯
安元2年（1176年）、和田義盛の三男として誕生。母は不詳（後述を参照）。
正治2年（1200年）9月、小壺の浜で2代将軍・源頼家が若い御家人と共に笠懸をし、船を出して酒宴を催していた際、水練の達者と聞き及ぶ義秀にその芸を見せるよう命じた。義秀は海に飛び込み、10回往還し、次いで海の底へ潜り、三匹の鮫を抱きかかえて浮かび上がり力を示した。頼家がその技を賞して奥州産の名馬を賜おうとすると、この馬はかねてより兄・和田常盛が所望していたものなので、常盛は相撲ならば弟には負けないと言い出し、浜で相撲の対決をした。双方大力で容易に勝敗は決しなかったため、北条義時が間に入って引き分けさせたが、常盛は衣を着替える間もなく馬に飛び乗って去ってしまった。義秀は大いに悔しがり、その座にいた者は大笑いした。
義秀の大力の話は『曽我物語』にもあり、また鎌倉の朝夷奈切通（朝比奈切通し）は義秀が一夜で切り開いたものという伝説もある。
建暦3年（1213年）5月2日、2代執権・北条義時の度重なる挑発に対し、父・義盛は挙兵を決意。和田一族150騎を率いて鎌倉の将軍御所を襲撃した（和田合戦）。『吾妻鏡』によると、この合戦で最も活躍したのが義秀であった。義秀は惣門を打ち破って南庭に乱入。防戦にあたった御家人の五十嵐小豊次、葛貫盛重、新野景直、礼羽蓮乗らを次々に斬り伏せ、「神の如き壮力をあらわし、敵する者は死することを免れず」と称賛された。
御所を守る御家人に従兄弟の高井重茂がいた。一族同士雌雄を決することを望み、弓を捨てて馬上組みあい、双方落馬しながら格闘し遂に重茂を討ち取った。そこへ北条朝時（義時の子）が斬りかかるが、義秀はものともせずに打倒し、朝時は負傷して辛うじて退いた。

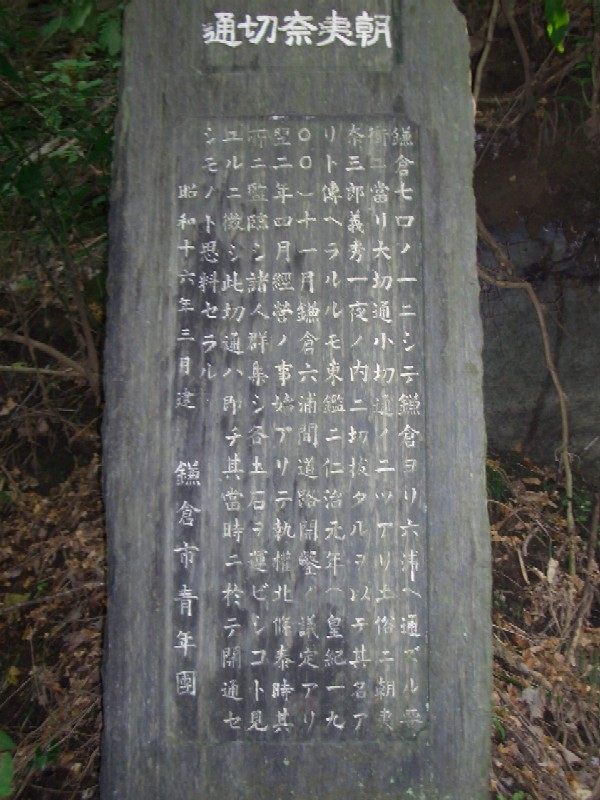
朝夷奈切通の史跡碑

その後、政所前の橋で義秀は足利義氏（義時の甥）と遭い、義秀は逃がさずと鎧の袖を掴み、義氏は敵わずと逃げ、鎧の袖を引きちぎられながらも馬上の達者なために辛うじて落馬せず走り、そこへ鷹司官者（野田朝季）が遮り、義秀はこれを殺したが義氏は逃してしまった。義秀の奮戦があったものの、和田勢は疲労し由比ヶ浜へ退いた。
翌3日、横山党の来援を得た和田勢は若宮大路へ押し出し、幕府軍と激戦した。義秀はこの日も奮戦し、陣へ討ちかかってきた鎮西の住人小物資政を討ち取り、土屋義清、古郡保忠と3騎轡を並べて敵陣に突入し、幕府軍を攻め立て、追い散らした。
だが、幕府軍は大軍で新手を次々繰り出し、和田勢は疲弊し、次第に数を減らし、ついに弟の義直が討たれ、愛息の死を嘆き悲しみ大泣きした義盛も討ち取られた。一族の者たちが次々と討ち死にする中、剛勇の義秀のみは死なず船6艘に残余500騎を乗せて所領の安房へ脱出した。
その後の消息は不明。『大日本史料』に引かれる「諸家系図纂」や「佐野本系図」では高麗へ逃れたという説をあげている。

## 義秀の母について
『源平盛衰記』では木曾義仲の敗死後、捕虜になった巴御前を義盛が望み、義秀が生まれたことになっている。もっとも、義秀の生年（『吾妻鏡』に1213年の和田合戦の時点で38歳とある）が義仲の滅亡以前であることから、この話は創作である。
『源平盛衰記』の描写から派生する形で、江戸時代の『朝比奈草摺実記』（富川房信作・画）や『朝夷巡島記』（曲亭馬琴及び松亭金水作・歌川豊広画）のように、義秀が義仲の遺児であり、義盛が巴を娶った後に産まれた子だとする草双紙・読本も見られる。

## 朝比奈三郎伝説

### 大和町
宮城県黒川郡大和町に伝わる「朝比奈三郎伝説」の三郎と同一人物とされる。伝説では、朝比奈三郎は船形山を作るために松島湾を掘り、掘った土を引きずって運んだ跡が吉田川になり、足跡が品井沼になり、籠からこぼれた土が七ツ森の山々になったという。
実在の義秀本人に直接由来するものではなく間接的に派生することであるが、大和町ではこの伝説上の朝比奈三郎に由来する物標や名称が多数見られる。
- 大和町のキャラクター「アサヒナサブロー」
  - ダム湖「あさひな湖」
  - ダム周辺の公園（ダム・上流・下流）の総称「あさひな湖畔公園」
  - 下流公園の愛称「サブロー交流広場」

### 川越市
朝比奈義秀が川越に落ち延びたとの伝説がある。川越最明寺の縁起と同寺に現存する旧家内田家の石版によると、朝比奈義秀は和田合戦の際海路、安房の国に落ち延びた後、武蔵国三芳野の里豊田村（埼玉県入間郡三芳町）の豊田源兵景快に身を寄せていた泉小次郎こと泉親衡と、源氏二代将軍源頼家の二男である千寿丸と合流したと記されている。千寿丸は「瑶光房道円」と名を改めて出家したという。泉小次郎は隠遁して、隠れ苗字として「戸泉」を名乗る。この戸泉家に伝わるのが最明寺の縁起である。和田(朝比奈)義秀は隠れ苗字の内田を名乗り川越小ケ谷に定住する。和田一族は三浦半島（現在の横浜市金沢区六浦）にルーツがあり、元の苗字は六浦庄内和田であったと「相模武士全系譜とその史蹟」に記されている。つまり「内和田」から「和」を抜いて内田姓とした。なお、渋沢栄一の後妻伊藤兼子の実父で江戸末期の豪商伊藤八兵衛や、画家の淡島椿岳はこの内田家出身である。
だが『吾妻鏡』『愚管抄』などによると千寿丸は和田合戦後の建暦3年（1213年）11月に祖母北条政子の命により法名を栄実として出家したが、建保2年（1214年）11月に京で和田氏の残党に擁立されて幕府方の襲撃を受け自害したとあり、信憑性に乏しい。

### 太地町
和田合戦で一旦安房へ逃れた朝比奈義秀が、その後船で安房から西国に向う途中、熊野灘で遭難し、和歌山県太地（たいじ）に漂着し住みついたという伝説がある。江戸時代初期に太地で始まった捕鯨業だが、その熊野捕鯨の開祖といわれる和田忠兵衛頼元が義秀の末裔と伝えられる。

## 画像集

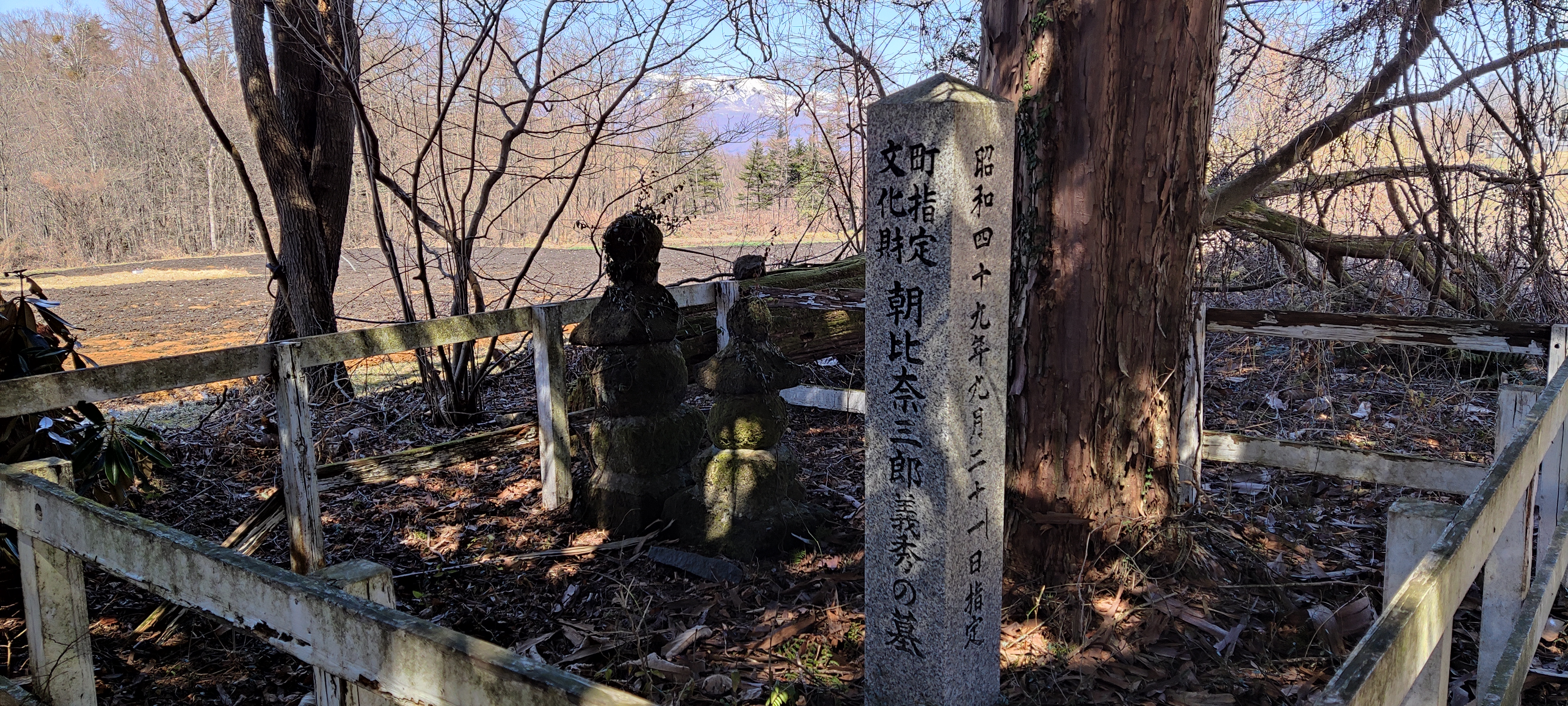
朝比奈三郎義秀の墓（群馬県）（群馬県吾妻郡長野原町応桑1213‐3軽井沢駅からバスかレンタカー）
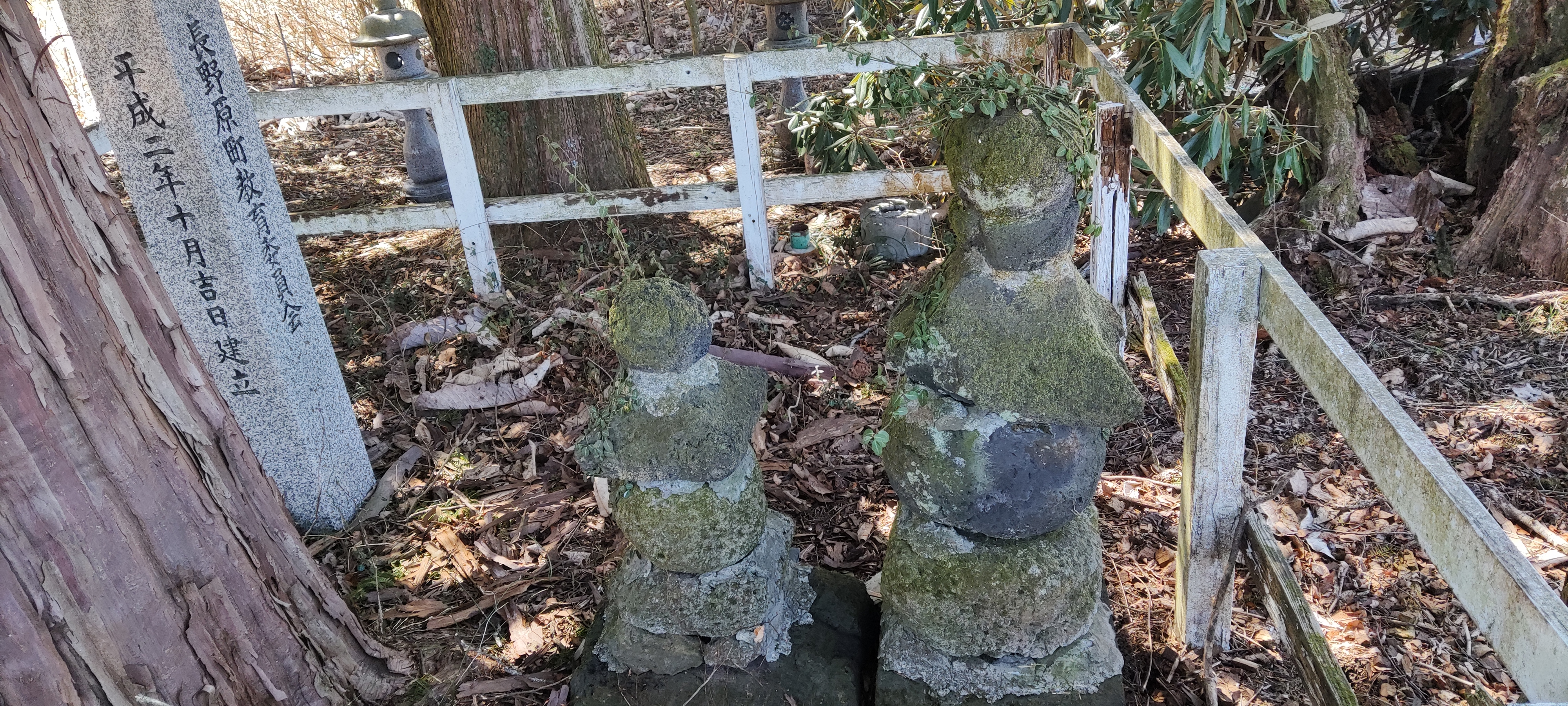
朝比奈三郎義秀五輪塔（群馬県）（反対側から2基の五輪塔、補修跡あり）
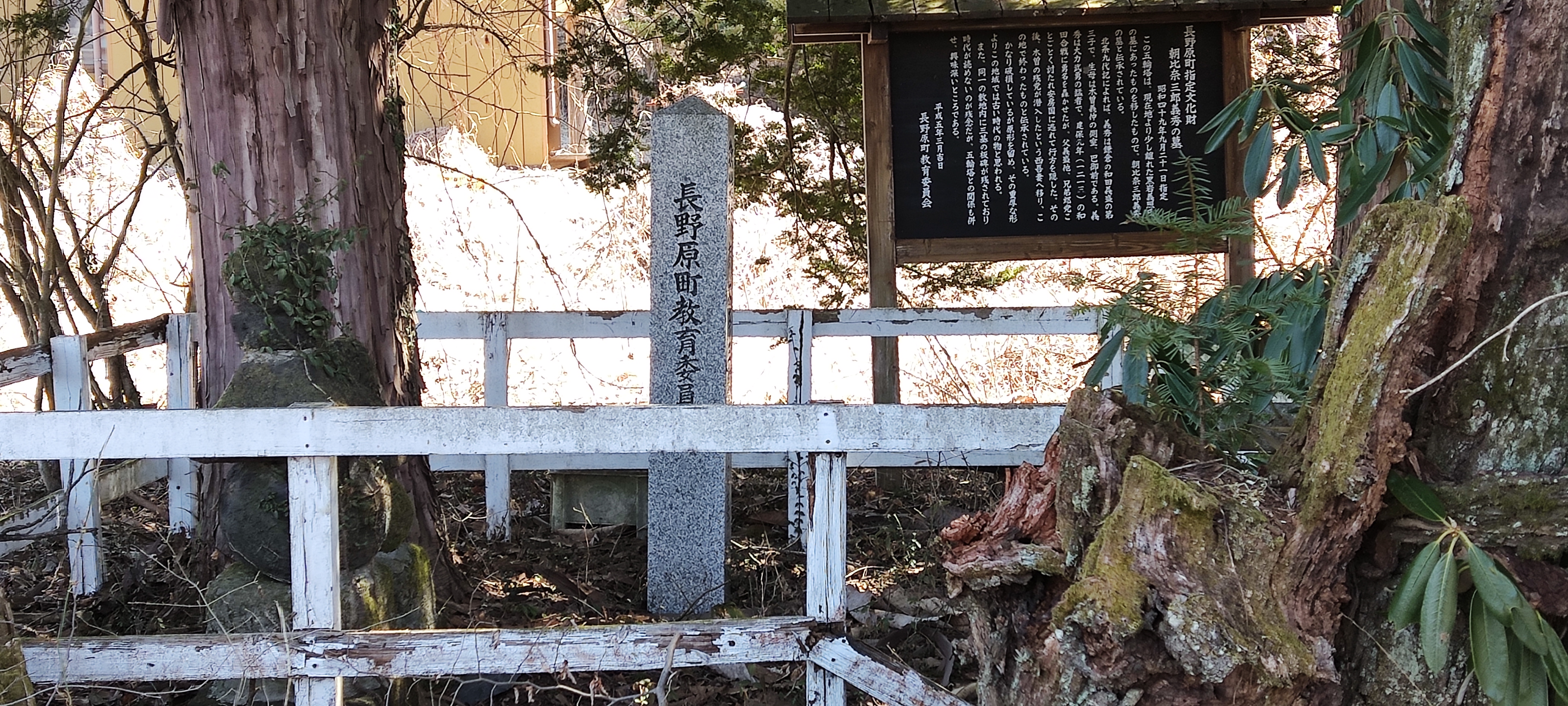
朝比奈三郎義秀の墓＋説明板（安房から木曽の残党の潜入した西吾妻へ移り、この地で終わったと伝承）

## 関連作品
テレビドラマ
- 草燃える（1979年、NHK大河ドラマ） - 演：北村総一朗
- 鎌倉殿の13人（2022年、NHK大河ドラマ） - 演：栄信